# Hogna liberiaca
Hogna liberiaca är en spindelart som beskrevs av Roewer 1959. Hogna liberiaca ingår i släktet Hogna och familjen vargspindlar.
Artens utbredningsområde är Liberia. Inga underarter finns listade i Catalogue of Life.